# Italochrysa lyrata
Italochrysa lyrata is een insect uit de familie van de gaasvliegen (Chrysopidae), die tot de orde netvleugeligen (Neuroptera) behoort. 
Italochrysa lyrata is voor het eerst wetenschappelijk beschreven door Tjeder in 1966.